# عديم المنشار
عديم المنشار  (الاسم العلمي: Negaprion) هو صنف من أسماك القرش البنبكية من فصيلة البنبكيات ويضم نوعين من أسماك القرش الليمونية التي ما زالت حية وهي: القرش الليموني الأمريكي (نيجابريون brevirostris )  وقرش سكلفن الليموني (نيجابريون acutidents) في مناطق المحيط الهادي الهندي . و كلاهما أسماك قرش ضخمة الحجم وبطيئة الحركة وتتخذ من المناطق الساحلية الضحلة موطنا ويمكن التعرف عليها بواسطة الخرطوم القصير وغير الحاد ولها أيضا زعانف خلفية متساوية الحجم تقريبا وهي ذات لون بني مائل للصفرة أو ذات لون رمادي.

## الأصناف
- Negaprion acutidens (إدوارد روبيل, 1837) (Sicklefin lemon shark)
- قرش ليموني (Poey, 1868) (Lemon shark)
- †Negaprion eurybathrodon (Blake, 1862)

## انظر يضا
- قائمة أجناس الأسماك الغضروفية في عصور ما قبل التاريخ